# Ivo Šuprina
Ivo Šuprina Petrovic (Zagabria, 1º ottobre 1921 – Napoli, 13 luglio 1988) è stato un calciatore jugoslavo, di ruolo attaccante; il suo nome completo era Šuprina Petrovic ma è rimasto celebre come Suprina.

## Carriera

### Club
Poliglotta ed ex ufficiale dell'aviazione, dopo aver lasciato la sua terra natale ed aver giocato in Francia, dal 1948 al 1951 giocò con il Napoli, che l'acquistò per 10 milioni di lire dallo Strasburgo. Segnò al suo debutto in Italia una doppietta, nella prima giornata della stagione 1948-1949 di Serie B, nel pareggio in casa contro la Cremonese per 2-2, facendosi però espellere al 51' della seconda gara dello stesso campionato, partita vinta dai campani malgrado avesse sbagliato un rigore al 45'; ricevette ugualmente lodi dal Corriere dello Sport. Alla fine della stagione i partenopei si piazzarono al quinto posto nella classifica finale del campionato, con Suprina secondo miglior cannoniere della squadra con sette reti in ventinove partite, non sufficienti a far ottenere alla società la promozione in Serie A. Nella stagione successiva il 25 giugno 1950, allo stadio del "Vomero" (che verrà poi ribattezzato "Arturo Collana"), i partenopei festeggiarono la promozione in serie A, battendo per 2-1 il Catania con una sua doppietta.

### Nazionale
Giocò 3 gare con la Nazionale croata, il 2 aprile 1940 a Zagabria contro la Svizzera, al termine del quale la sua squadra vinse 4-0; 19 giorni dopo, il 21, ci fu a Berna un'altra vittoria contro gli elvetici, per 1-0, quindi disputò l'ultima partita il 2 maggio 1940 a Budapest, in una sconfitta contro l'Ungheria per 1-0.

## Palmarès
- Campionato jugoslavo: 1

Građanski Zagabria: 1939-1940
- Campionato croato: 2

Građanski Zagabria: 1941, 1943
- Coppa di Croazia: 1

Građanski Zagabria: 1941
- Serie B: 1

Napoli: 1949-1950